# Pop/Stars
 (juin 2024).
La mise en forme du texte ne suit pas les recommandations de Wikipédia : il faut le « wikifier ».
Les points d'amélioration suivants sont les cas les plus fréquents. Le détail des points à revoir est peut-être précisé sur la page de discussion.
- Les titres sont pré-formatés par le logiciel. Ils ne sont ni en capitales, ni en gras.
- Le texte ne doit pas être écrit en capitales (les noms de famille non plus), ni en gras, ni en italique, ni en « petit »…
- Le gras n'est utilisé que pour surligner le titre de l'article dans l'introduction, une seule fois.
- L'italique est rarement utilisé : mots en langue étrangère, titres d'œuvres, noms de bateaux, etc.
- Les citations ne sont pas en italique mais en corps de texte normal. Elles sont entourées par des guillemets français : « et ».
- Les listes à puces sont à éviter, des paragraphes rédigés étant largement préférés. Les tableaux sont à réserver à la présentation de données structurées (résultats, etc.).
- Les appels de note de bas de page (petits chiffres en exposant, introduits par l'outil «  Source ») sont à placer entre la fin de phrase et le point final[comme ça].
- Les liens internes (vers d'autres articles de Wikipédia) sont à choisir avec parcimonie. Créez des liens vers des articles approfondissant le sujet. Les termes génériques sans rapport avec le sujet sont à éviter, ainsi que les répétitions de liens vers un même terme.
- Les liens externes sont à placer uniquement dans une section « Liens externes », à la fin de l'article. Ces liens sont à choisir avec parcimonie suivant les règles définies. Si un lien sert de source à l'article, son insertion dans le texte est à faire par les notes de bas de page.
- La présentation des références doit suivre les conventions bibliographiques. Il est recommandé d'utiliser les modèles {{Ouvrage}}, {{Chapitre}}, {{Article}}, {{Lien web}} et/ou {{Bibliographie}}. Le mode d'édition visuel peut mettre en forme automatiquement les références.
- Insérer une infobox (cadre d'informations à droite) n'est pas obligatoire pour parachever la mise en page.

Pour une aide détaillée, merci de consulter Aide:Wikification.
Si vous pensez que ces points ont été résolus, vous pouvez retirer ce bandeau et améliorer la mise en forme d'un autre article.
Pop/Stars (stylisé en majuscules) est une chanson du girl groupe virtuel de K-pop K/DA. Il est sorti en tant que single le 2 novembre 2018, afin de promouvoir le championnat du monde de League of Legends de 2018 . Le single est devenu populaire avec l'un des records d'audience les plus rapides pour son clip sur YouTube. Il a été chanté par Soyeon et Miyeon de (G)I-dle, Madison Beer et Jaira Burns, qui ont représenté le groupe en tant qu'homologue humain lors de la performance live de la finale du tournoi.
Sur le plan commercial, la chanson s'est classée en tête du classement World Digital Songs, faisant de K/DA le quatrième girl groupe de K-pop à se hisser en tête de ce classement et le cinquième groupe féminin au total. La chanson a été certifiée disque de platine par la Recording Industry Association of America (RIAA), faisant de K/DA et de (G)I-dle les premiers groupes féminins de K-pop de l'histoire à atteindre un disque de platine.

## Contexte et composition
K/DA se compose de quatre personnages virtuels, dont les voix ont été prêtées par Soyeon et Miyeon de (G)I-dle, Madison Beer et Jaira Burns. "Pop/Stars" dure trois minutes et onze secondes avec un tempo de 170 battements par minute. Il s'agit d'une chanson bilingue, avec des voix en anglais de Beer et Burns, et en anglais et en coréen de Soyeon et Miyeon. La musique a été composée par Sébastien Najand.
La chanson a apparu dans le jeu Ubisoft Just Dance 2022. Elle est également incluse dans le pack de musique du jeu de réalité virtuelle Beat Saber.

## Réception critique
Julia Alexander de The Verge a qualifié cette musique de « pur banger ».

## Clip
Le clip de "Pop/Stars" est sorti parallèlement au single et a été produit par le studio français Fortiche Production. Il met en vedette des personnages du jeu et a été utilisé afin de promouvoir de nouveaux skins pour le jeu. Une vidéo de danse a également été publiée. Le clip officiel de « Pop/Stars » a atteint 30 millions de vues sur YouTube en l'espace de cinq jours et 100 millions de vues en un mois. Le 2 avril 2019, le clip a atteint 200 millions de vues. Au 19 mai 2024, le clip avait été visionné 597 millions de fois.

## Performances en live
Soyeon, Miyeon, Madison Beer et Jaira Burns ont interprété le single lors de la cérémonie d'ouverture du championnat du monde de League of Legends en 2018. Les chanteuses se sont produites aux côtés de versions en réalité augmentée des personnages qu’elles incarnaient. Lors d'un concert en ligne de (G)I-dle, les six membres ont interprété une reprise de "Pop/Stars".
Au cours de leur tournée mondiale Just Me ()I-dle, les cinq membres restants ont également ajouté la chanson à leur setlist habituelle.

## Crédits et personnel
- Voix – Soyeon et Miyeon de (G)I-dle, Madison Beer et Jaira Burns[11],[12],[13]
- Riot Music Team – production, compositeur, écriture de chansons, production vocale, ingénieur mix, ingénieur mastering[13]
- Sébastien Najand – compositeur, auteur-compositeur[14]
- Justin Tranter - producteur exécutif[11],[13]
- Harloe - écriture de chansons, voix supplémentaire[14],[11],[12],[13]
- Lydia Paek - Traduction coréenne[13]
- Minji Kim - traduction coréenne[13]

## Historique des versions
| Région | Date de sortie  | Format                   | Ref. |
| ------ | --------------- | ------------------------ | ---- |
| Divers | 3 novembre 2018 | Téléchargement numérique |      |